# Chef boieresc (roman)
Chef boieresc (în maghiară Úri muri) este un roman al scriitorului maghiar Zsigmond Móricz, publicat pentru prima oară în 1928. A fost adaptat de mai multe ori pentru teatru și cinematografie.